# 雅克·帕里佐
雅克·帕里佐 GOQ（1930年8月9日—2015年6月1日），又譯柏里壽，加拿大政治人物和經濟學家，1994年-96年間出任第26任魁北克省省長，也是1995年魁北克獨立公投的獨派領軍人物之一。他曾於1976年-84年以及1989年-96年間出任魁北克省議會議員，代表拉松普雄選區（L'Assomption），並於1988年-96年間任職魁北克人黨黨魁。從政前他曾任魁北克省政府經濟顧問，期間所塑造的政策對魁北克發展影響深遠，有稱該省寂靜革命的關鍵人物之一。

## 早年生活和事業
帕里佐於魁北克省蒙特婁出生，母親為熱爾梅娜·比龍（Germaine Biron），父親為保險從業員和商人熱拉爾·帕里佐（Gérard Parizeau），曾祖父達馬斯·帕里佐（Damase Parizeau）曾任魁北克省議會議員。帕里佐家境富裕，年少時父母曾送他到英語夏令營。他青年時期持有激進觀點，曾為共產黨員羅斯（Fred Rose）的競選團隊派發傳單。他雖支持勞工進步黨（Labor-Progressive Party），卻未有正式加入該黨。
他於1950年從蒙特利尔高等商学院畢業，後往巴黎政治學院和巴黎法學院修讀。他於1955年從倫敦政治經濟學院獲取經濟學博士學位，同年返回蒙特利尔高等商学院任教至1976年，並從1973年至1975年任職該校應用經濟學院總監。
認同經濟干預主義的帕里佐於1960年代成為魁北克省政府最重要的經濟顧問之一，並在該省的寂靜革命扮演主要角色，當中包括於1962年-63年協助公有化魁北克的水電系統，以及於1963年-66年協助成立魁北克存款及投資基金（Caisse de dépôt et placement du Québec）以管理魁北克的退休保障金。

## 從政

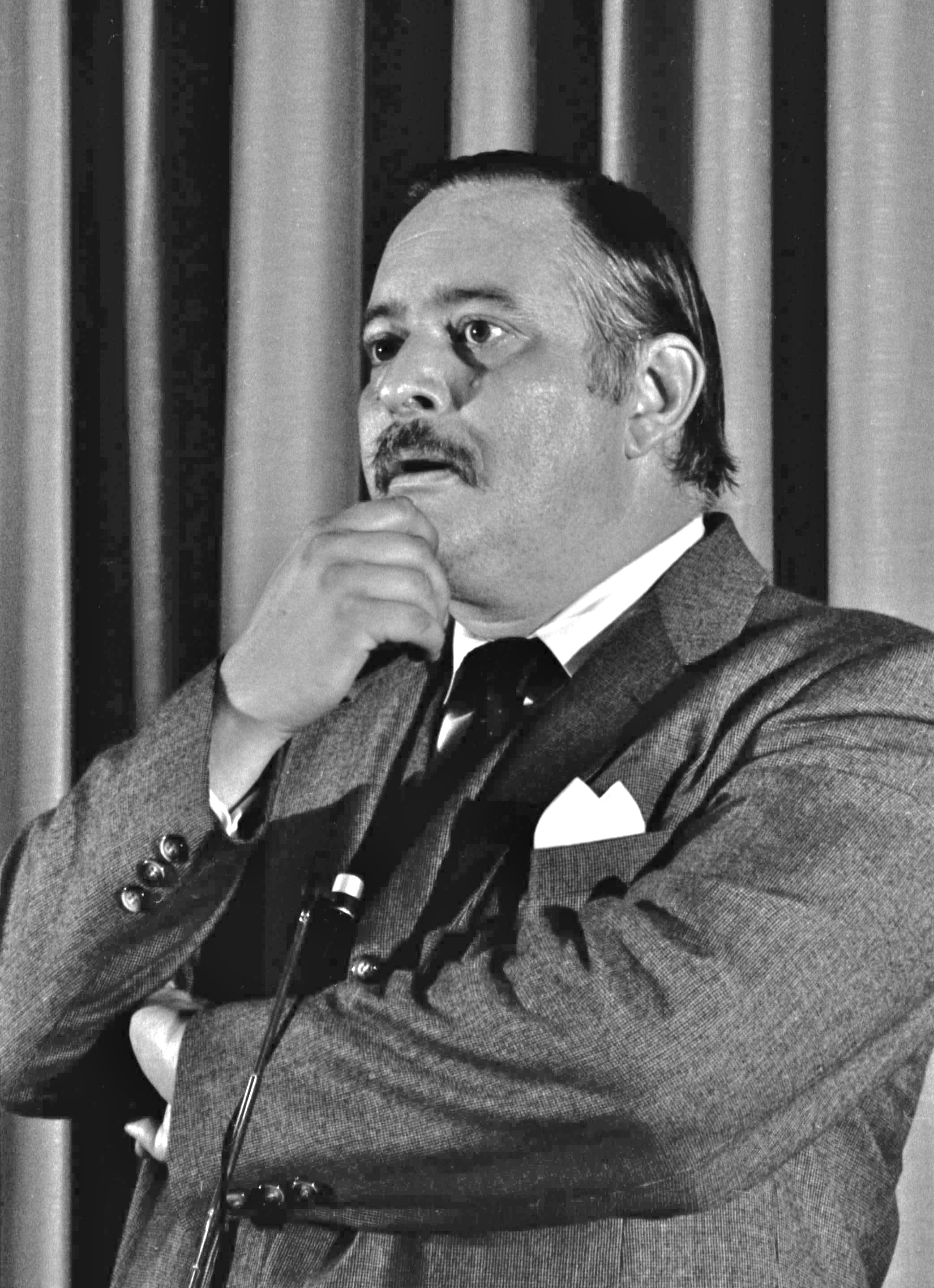
帕里佐於1981年在拉瓦爾大學出席會議

帕里佐逐漸成為忠實的魁北克主權運動支持者，並於1969年正式加入魁北克人黨，且從1970年至1973年出任該黨行政委員會主席。他於1970年省選在阿翁西克選區（Ahuntsic）角逐省議會議席，1973年省選則改到克雷馬西選區（Crémazie）參選，但兩次皆告失敗。
他再於1976年省選改到拉松普雄選區（L'Assomption）競逐議席，這次則告當選並首度晉身省議會。魁人黨也於該屆省選首次贏取執政權，黨魁和新任省長瑞內·勒維克委派帕里佐出任財政廳長。他擔任財長期間負責推行一系列經濟革新方案，當中包括於1979年成立魁北克證券儲蓄計劃，以及於1983年設立團結基金。截止2014年11月，團結基金的淨資產約值105億元。
身為內閣要員的帕里佐積極參與1980年魁北克公民投票的競選活動，為執政魁人黨提出的主權關聯方案（sovereignty-association）爭取支持。方案被59.56%選民否決，勒維克遂於往後年間主張集中執政而暫時擱置主權議題，並與聯邦政府就憲政事務採取較溫和手段，但此舉卻招來帕里佐等強硬魁獨派黨員不滿。帕里佐遂於1984年11月22日辭去內閣職務，再於同月27日辭任省議員，其後一度返回蒙特利尔高等商学院任教。
據加拿大媒體於2013年報道，前任聯邦總理馬丁·布賴恩·馬爾羅尼曾於1987年提出委任帕里佐為加拿大上議院議員，以換取後者在上議院支持美加自由貿易協議，但被帕里佐婉拒。

## 黨魁和省長生涯
勒維克於1985年6月辭任黨魁，同年9月由同屬溫和派的約翰遜（Pierre-Marc Johnson）繼任。魁人黨於1985年省選落敗後，約翰遜於1987年11月辭任黨魁，仍普遍受歡迎的帕里佐則於1988年3月19日當選新任黨魁。他於1989年省選重回拉松普雄選區競選，並成功當選返回議事廳。在他領導下的魁人黨則贏取29席繼續擔當議會第二大黨，帕里佐遂成為魁北克官方反對黨黨魁。
米治湖修憲協定於1990年6月被否決，重燃魁北克主權運動支持。取代米治湖協定的夏洛特敦修憲協定推出後，受到帕里佐等人動員民眾反對。夏洛特敦協定於1992年10月進行公投表決，結果被大部分魁北克選民否決。在魁獨議題再度熾烈下，帕里佐在1994年省選競選期間承諾，魁人黨當選一年内舉行另一次獨立公投。魁人黨結果贏取77席重拾執政權，連任省議員的帕里佐亦成為第26任魁北克省省長，並計劃於翌年舉行公投。
公投競選期展開之際，贊成獨立方在民意調查落後反對方逾十個百分點。到了競選期中段，帕里佐同意將獨派競選活動交予聯邦層面政黨魁人政團的黨魁布沙爾（Lucien Bouchard）負責，以冀爭取更多選民支持。公投最終以50.58%反對、49.42%贊成的些微票數失敗，帕里佐當晚則宣稱「60%的自己人」支持獨立（指60%說法語魁北克人支持獨立）並大罵「錢和族裔票」作怪導致公投失敗；外界猜測他當時曾喝酒。他於翌日宣布辭任魁北克省省長、魁人黨黨魁和省議員職務，而他的言論至今仍有爭議；布沙爾則於1996年1月繼任黨魁和省長。

## 離開政壇、去世

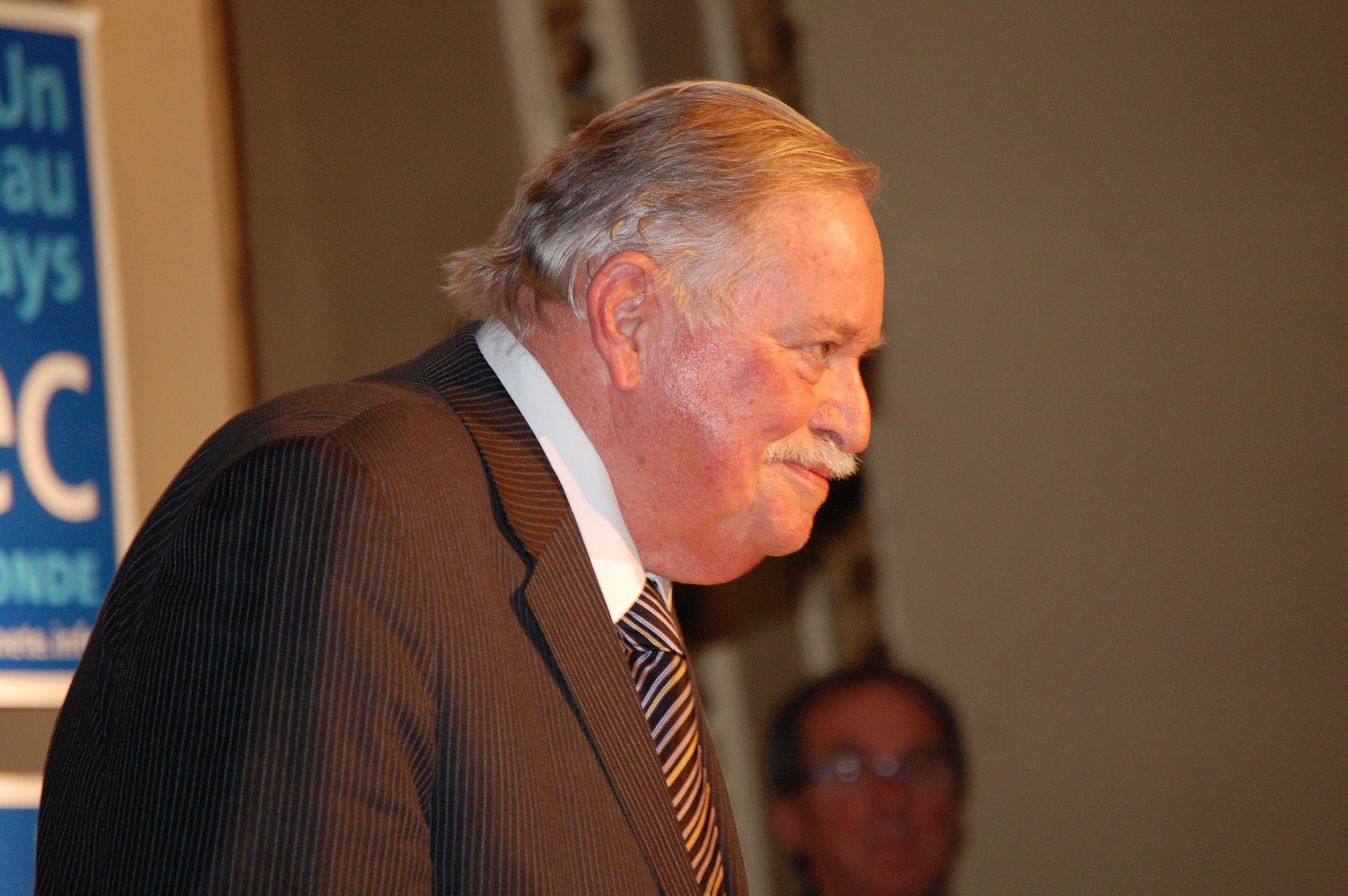
2009年的帕里佐

帕里佐下台後仍不時評論魁北克時事，並批評布沙爾領導下的魁人黨政府執著於滅赤之餘，卻對魁獨議題立場模稜兩可。他在魁人黨黨籍2011年到期後不再續期，更於2012年省選表態支持新成立政黨國家選項（Option nationale）。魁人黨於2014年省選落敗後，他表示魁獨支持者面對「一片廢墟」（“un champ de ruines”）。2015年魁人黨黨魁選舉競選期間，他接受最後一次電視訪問時表示該黨逐漸衰落並失去魂魄。
他於2000年獲法國政府頒發榮譽軍團高等騎士勳章，再於2008年獲時任魁省省長莊社理頒發魁北克大官佐勳章。
2015年6月1日，帕里佐的夫人莉西特·勒浦環特宣布帕里佐過世，享年84歲，死因為癌症。魁北克省議會於翌日宣布帕里佐喪禮以省葬形式舉行，靈柩於同月6日和7日分別擺放蒙特婁的魁北克存款及投資基金大樓和魁北克城的省議會大廈供民眾憑弔，喪禮則於同月9日在蒙特婁舉行。

## 個人生活
帕里佐於1956年與波蘭裔作家艾莉斯·波茲南卡結婚。1992年他與第二任妻子莉西特·勒浦環特結成夫婦；她曾任教師，2002年加入魁人黨，2007年-12年間任職克雷馬西選區省議員，後曾任霍華德聖阿道夫（Saint-Adolphe d'Howard）的市鎮長官。

## 外部連結
- （法文）魁北克省議會網站 雅克·帕里佐議員簡介（页面存档备份，存于）